# Robert Montgomerie
Robert Montgomerie South Kensington, 15 de fevereiro de 1880 – Westminster, 28 de abril de 1939) foi um esgrimista britânico que participou dos Jogos Olímpicos de Verão de 1908 e de 1912, sob a bandeira da Grã-Bretanha.